# Vignole Borbera
Vignole Borbera, (Vigneule Borbaja en piemontès) és un municipi situat al territori de la província d'Alessandria, a la regió del Piemont (Itàlia).
Limita amb els municipis d'Arquata Scrivia, Borghetto di Borbera, Grondona, Serravalle Scrivia i Stazzano.
Pertanyen al municipi les frazioni de Precipiano, Variano Inferiore i Variano Superiore .

## Fills il·lustres
- Mansueto Gaudio (1873-1941), cantant d'òpera de la corda de baix.

## Galeria fotogràfica

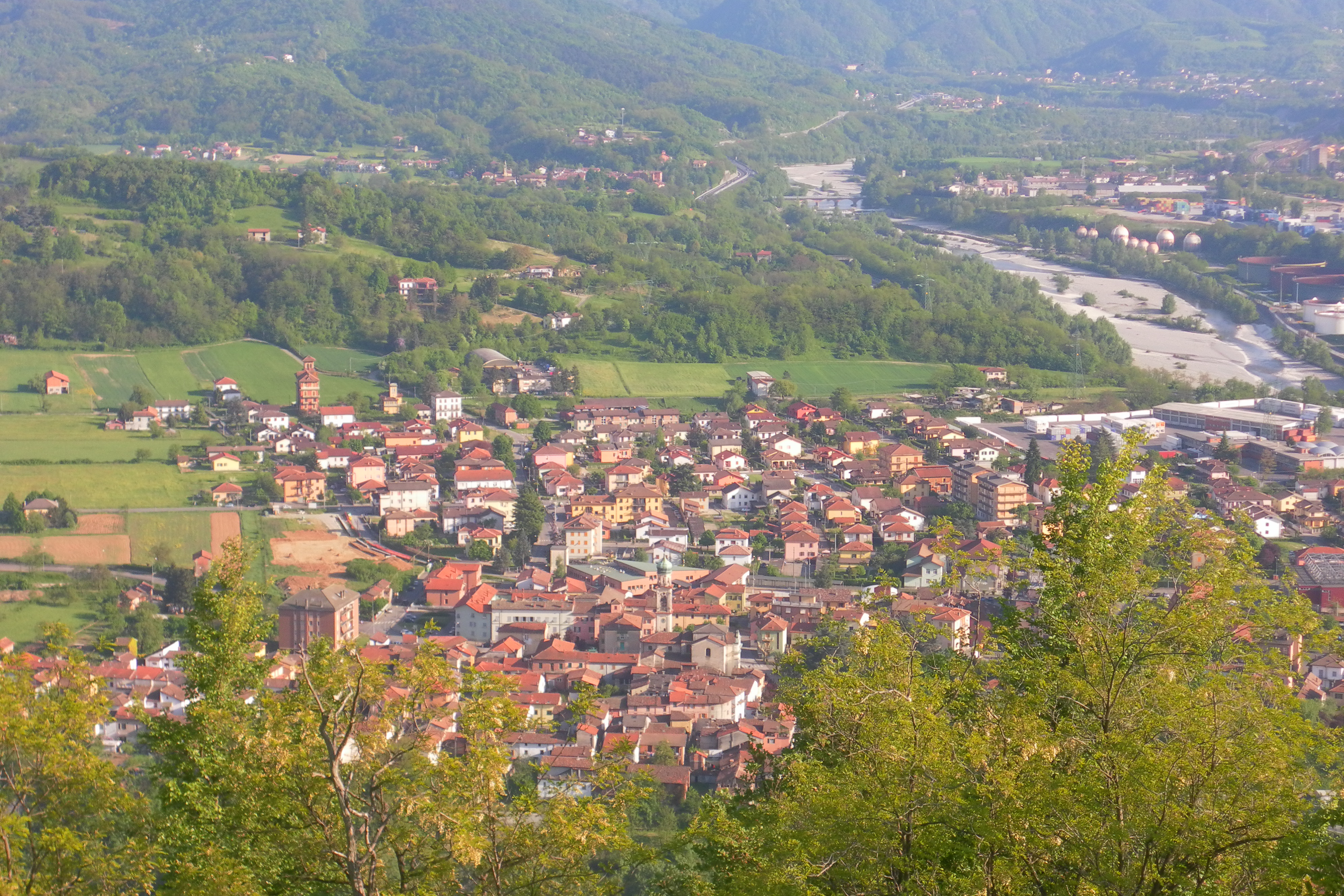
Vista del poble
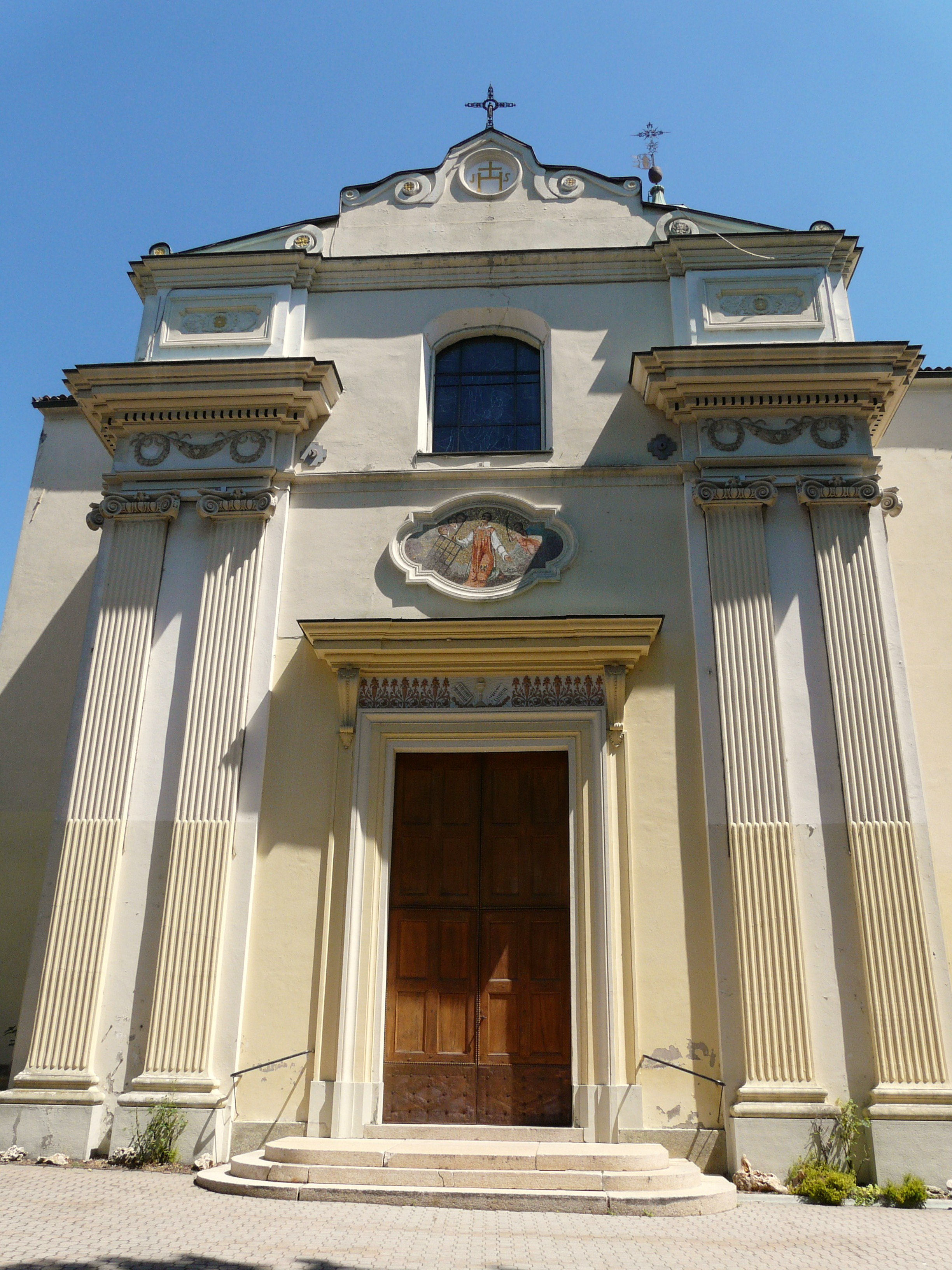
Façana de l'església
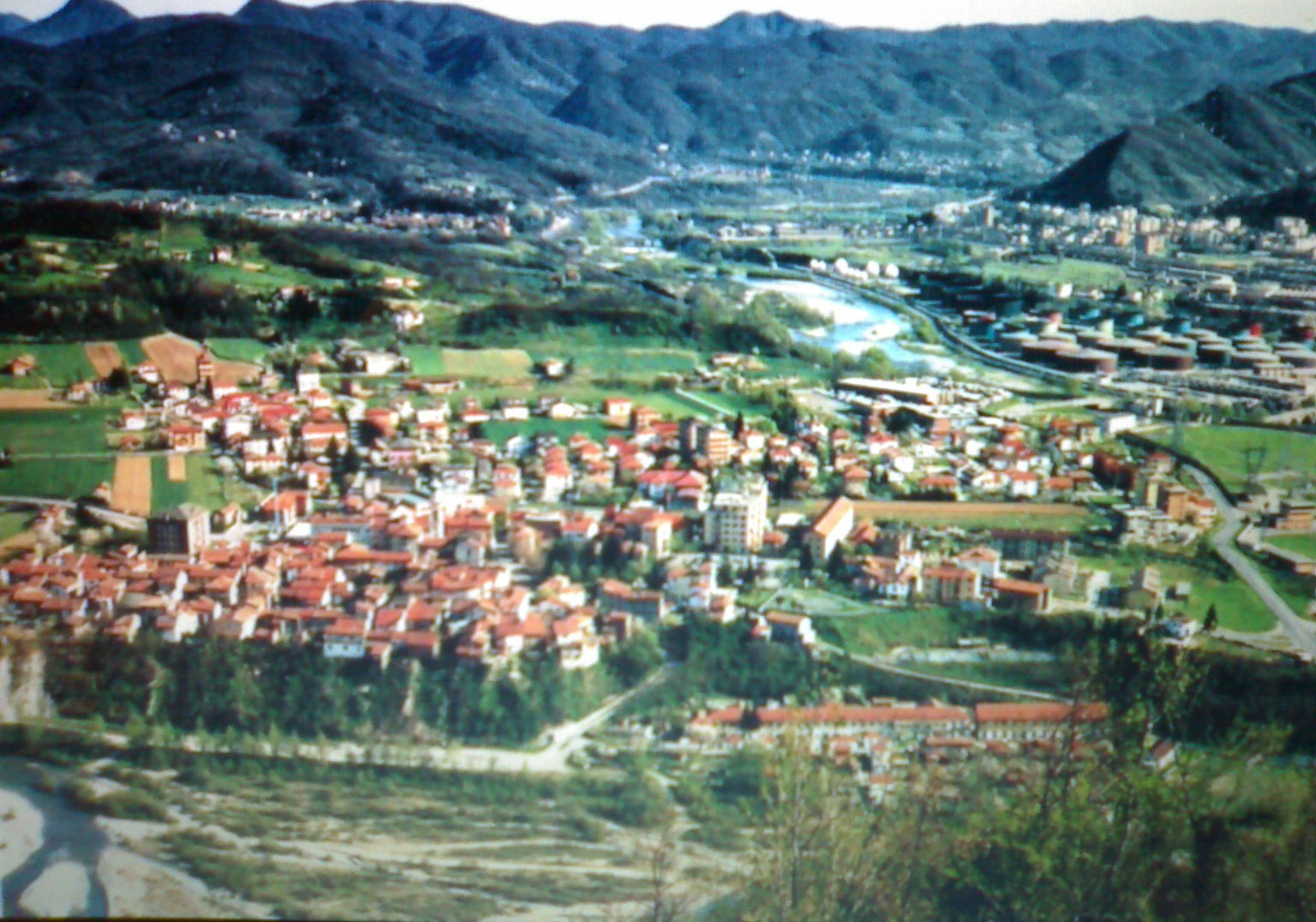
Panorama
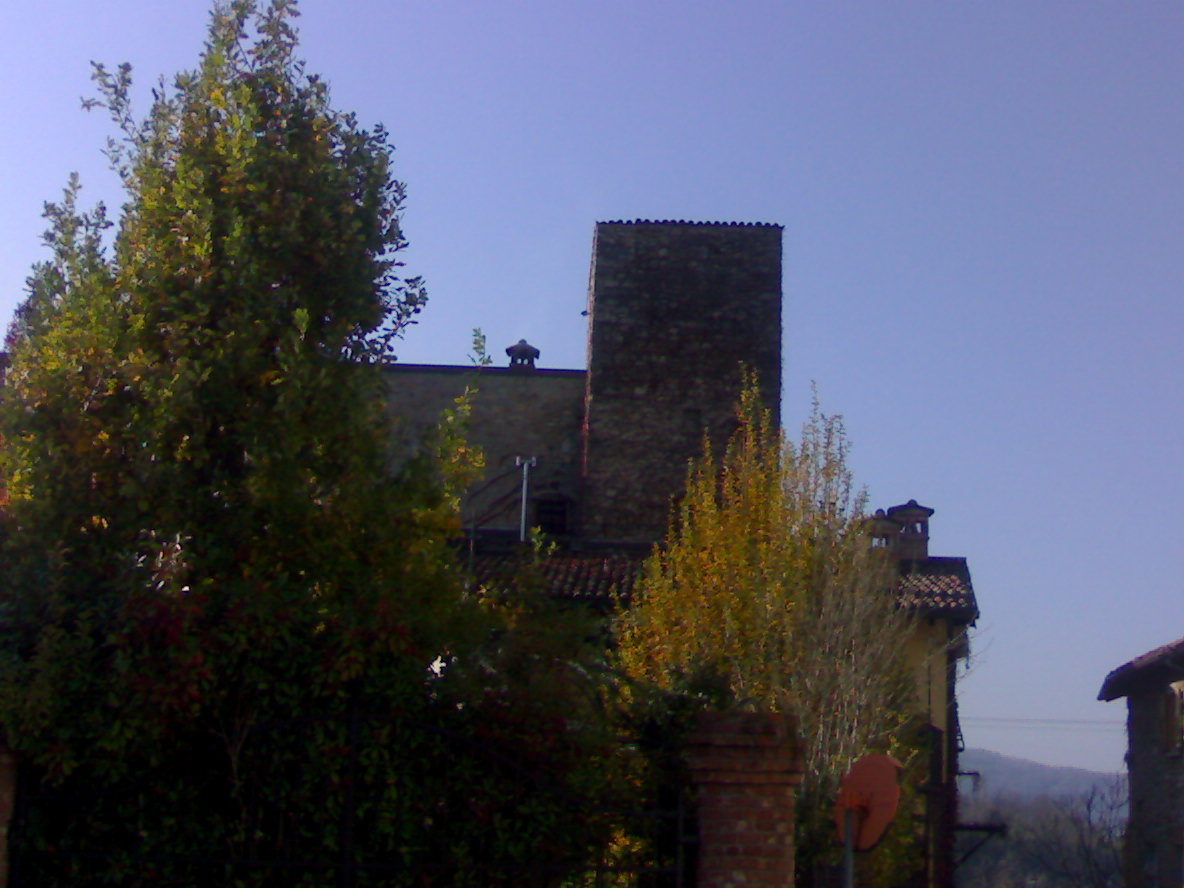
Castell